# Recha
Recha (biał. Рэха, pol. Echo) – drugi album studyjny białoruskiego zespołu folk-punkowego Dzieciuki, wydany 10 marca 2016 roku. Na albumie znalazły się utwory opowiadające o ważnych białoruskich postaciach historycznych, takich jak książę Witold, Stanisław August Poniatowski czy Tadeusz Kościuszko, a także o znaczących wydarzeniach w historii Białorusi. W 2017 roku album zwyciężył w czerwcowym notowaniu listy przebojów portalu TuzinFM.

## Lista utworów
| Nr  | Tytuł utworu                                           | Oryginalna pisownia tytułu      | Długość |
| --- | ------------------------------------------------------ | ------------------------------- | ------- |
| 1.  | „Dawyd Haradzienski”                                   | «Давыд Гарадзенскі»             | 2:39    |
| 2.  | „Pachodnaja”                                           | «Паходная»                      | 3:10    |
| 3.  | „Witaut Wialiki”                                       | «Вітаўт Вялікі»                 | 2:24    |
| 4.  | „Trymajsia, bracie! (Bella Ciao)”                      | «Трымайся, браце! (Bella Ciao)» | 2:27    |
| 5.  | „Słuczczaki”                                           | «Случчакі»                      | 2:44    |
| 6.  | „Stanisłau Auhust Paniatouski” (sł. Alesia Czobata)    | «Станіслаў Аўгуст Панятоўскі»   | 3:13    |
| 7.  | „Tadewusz Kaściuszka”                                  | «Тадэвуш Касьцюшка»             | 2:52    |
| 8.  | „1937”                                                 |                                 | 4:00    |
| 9.  | „Epiłoh” (sł. Alesia Czobata)                          | «Эпілог»                        | 1:12    |
| 10. | „Prostyja ludzi” (bonus)                               | «Простыя людзі»                 | 3:39    |
| 11. | „Czorny chleb i harbata” (bonus, cover Jerzego Filasa) | «Чорны хлеб і гарбата»          | 2:46    |
|     |                                                        |                                 | 31:06   |

## Twórcy

### Muzycy
- Pasza „Trouble” Trublin – wokal, dudy
- Aleś Dzianisau – wokal, teksty, gitara akustyczna
- Andrej „Piton” Piatko – wokal, gitara basowa
- Mikoła „Kalamba” Palakou – akordeon
- Locha Pudzin – gitara
- Sania „Syr” Syrajeżka – perkusja

### Pozostali
- Dzianis Żyhawiec – teksty
- Styu Kramer – zapis
- Andrej Babrouka – mastering
- Wiera Stoma – okładka[4]